# Route 98 (Islande)
Pour les articles homonymes, voir Route 98.
La Route 98 (Þjóðvegur 98) ou Djúpavogsvegur est une route islandaise qui relie Djúpivogur à la Route 1 dans la région de Austurland.

## Trajet
- Djúpivogur
- Route 1